# Latinne
Latinne (en wallon Latene) est une section de la commune belge de Braives située en Région wallonne dans la province de Liège. C'était une commune à part entière avant la fusion des communes de 1977.
La localité est établie sur le versant nord de la vallée de la Mehaigne. Elle devenue familière grâce à Hubert Krains, écrivain régional, dont l'œuvre majeure est « Le pain noir ».

## Démographie
- Sources:INS, Rem:1831 jusqu'en 1970=recensements, 1976= nombre d'habitants au 31 décembre